# Little Beaver
Joseph Wilfrid Lionel Giroux, né le 18 avril 1934 à Saint-Jérôme et mort le 4 décembre 1995 dans la même ville, est un lutteur professionnel nain canadien qui est mieux connu par son nom de ring Little Beaver. Sa prestation la plus mémorable demeure un match à six lutteurs à WrestleMania III pour la World Wrestling Federation.

## Carrière
Lionel Giroux commence sa carrière de lutteur en 1950 à l'âge de 15 ans et ensuite commence à lutter pour des promoteurs de lutte au Québec. Lui et Sky Low Low (en) deviennent deux des plus fameux lutteurs nains possédant un pouvoir assez grand d'attirer les foules pour les événements de lutte. Giroux contribue à créer les matchs comiques qui depuis devinrent la marque de commerce des lutteurs nains au Canada et aux États-Unis. En 1973, Giroux remporte le prix du lutteur nain de l'année du Pro Wrestling Illustrated.
Sa dernière apparition sur le ring est à WrestleMania III au Silverdome de Pontiac au Michigan en 1987 à 52 ans. Giroux, luttant comme Little Beaver, fit équipe avec Hillbilly Jim (en) et son confrère le lutteur nain Haiti Kid (en), vainquant King Kong Bundy et ses coéquipiers nains Little Tokyo (en) et Lord Littlebrook (en) après que Bundy fut disqualifié pour avoir attaqué Little Beaver. Pendant le match, Giroux a souffert d'une blessure au dos aux mains de Bundy après qu'il fut renversé et que Bundy 458 lb (208 kg) tomba sur lui, le contraignant à devoir se retirer de la lutte professionnelle. Dans une entrevue en 1998, Bundy mentionne qu'il espérait n'être pas responsable de la mort hâtive de Giroux, disant qu'il ne voulait pas avoir sa mort sur la conscience.

## Décès et héritage
Lionel Giroux meurt le 4 décembre 1995 des suites d'une maladie pulmonaire. Giroux fut intronisé au Professional Wrestling Hall of Fame en 2003.